# Front Mission 3
Front Mission 3 (яп. フロントミッション サード Фуронто Мішьон Са̄до) — це японська тактична рольова гра, яка була розроблена і випущена для ігрової приставки Sony PlayStation компанією Square Co., Ltd. Реліз у Японії відбувся у 1999 році, в Європі й Північній Америці — у 2000 році.
Це третя основна і п’ята загалом номерна частина у серії відеоігор Front Mission, як і раніше сюжет оповідає о персонажах, їх труднощах і боротьбі у якої вони застосовують спеціальну зброю — гігантських роботів під назвою ванзери (з німецького слова wanderpanzer; wander — «ходіть», panzer — «броня»).
Front Mission 3 — перша частина у серії Front Mission, яка вийшла у Північній Америці, Європі та Австралії.

## Ігровий процес

Зображення ігрового процесу. На знімку один з головних персонажів вступає в бій з автоматичною туреллю. Внизу екрана знаходиться частина інтерфейсу, яка показує рівень міцності броні і здоров’я пілота.

Ігрова механіка Front Mission 3 радикально відрізняється від вже застосованої раніше в Front Mission і Front Mission 2, що проявляється в сильнішім акценті на елементах рольової гри на відміну від стратегічних елементів попередніх частин. Гра прогресує лінійно і складається з перегляду кат-сцен, виконання місій, налаштування ванзерів під час перерви між місіями та відправлення на наступні місії. Гравець подорожує по місцях на карті світу. У міру просування гравця в сюжеті, на карті світу з’являються нові локації. Міста та містечка виконують роль пунктів перерви між місіями, де гравець може організувати та налаштувати свої підрозділи для майбутніх місій. Новим для Front Mission 3 є можливість гравцеві пережити два різні сценарії, які існують незалежно один від одного в сюжеті гри. Іншими словами, гравець може пережити дві історії, котрі хоч і мають деякі спільні події та локації, але у цілому є унікальними.
Місії Front Mission 3 містять в собі традиційні для тактичних рольових ігор цілі, від знищення всіх ворогів до захисту союзників. Гра суттєво відрізняється від своїх попередників наявністю можливості атакувати самих пілотів. Під час будь-якої атаки пілот може бути пошкоджений або насильно викинутий зі своєї машини. Гравець також може викинути пілота зі свого підрозділу, щоб битися пішки, або захопити іншу машину на полі бою. Гра також змінює спосіб засвоєння навичок, замість набуття досвіду для підвищення вмінь пілота, вони тепер навчаються шляхом оснащення деталей ванзера та використання їх у бою. При дотриманні певних умов існує випадкова ймовірність того, що пілот зможе навчитися нових навичок з однієї з частин його ванзера, яку потім можна запрограмувати в бойовий комп’ютер ванзера. Багато елементів ігрового процесу з Front Mission 2 також були видалені, що значно спростило загальну структуру гри. Місії значно менші за обсягом, що знижує кількість стратегічних опцій, доступних для використання гравцем.
В грі існує декілька елементів, що повертаються з Front Mission 2, а саме: Action Points (AP) та Links. Action Points (AP) — показують, скільки дій можна зробити з кожним членом загону. Дії, такі як переміщення та атака, вимагають використання певної кількості AP. По закінченні повного ходу, який складає одну фазу гравця та фазу ворога, задана кількість AP поповнюється. Величина AP члена загону залежить від кількості бойових чинів, які заробляються знищенням ворожих підрозділів. Links — це унікальна здатність, яка дозволяє декільком бійцям надавати наступальну підтримку один одному під час битв. Links у Front Mission 3 працюють не так, як у попередніх частинах серії: пілот підрозділу повинен мати навичку Link-class та відповідну зброю. З виконанням цієї умови на початку бою з'являється ймовірність активізації відповідного вміння. Для утворення одного «Link'а» може бути залучено до трьох членів загону.
Інші елементи, що повертаються з попередніх частин включають: рейтинг місій та їх розгалуження. Як і в Front Mission Alternative, дії гравців оцінюються по тому, наскільки добре чи погано вони виконують місії. Хоча існують стимули для успішного виконання місій, гра не винагороджує гравця новими деталями чи зброєю, як це було в Front Mission Alternative. Розгалуження місії повертається з попередніх частин і дозволяє гравцям вибирати, який тип місії грати далі. Окрім того, з Front Mission 2 повертається і значно розширюється функція Network. Гравці тепер можуть переглядати псевдо Інтернет, а саме: надсилати та отримувати повідомлення електронною поштою, користуватися всілякими онлайн файлами, завантажувати зображення та шпалери для робочого столу, або використовувати нову функцію під назвою «Battle Simulator». «Battle Simulator» — це ігровий режим, у якому гравець може брати участь в навчальних VR-битвах. Ці тренування можуть бути використані для підвищення рівня бойових здібностей пілотів і можуть виконуватися стільки разів, скільки потрібно. Нарешті, гравці можуть зміцнити частини своїх ванзерів, завдяки поверненню функції модифікації. За її допомогою гравець може посилити захисне покриття ванзера (відоме як «Def-C»), точність зброї, збільшити силу стрибка для досягнення високих поверхонь або оснастити його роликами, які дозволяють збільшити швидкість руху ванзера.

## Сюжет

### Пролог
Події Front Mission 3 відбуваються в жовтні 2112 року на території Південно-Східній Азії, обертаючись навколо «холодної війни» між Кооперативним Союзом Океанії (КСО) (англ. Oceania Cooperative Union, OCU) і Народною Республікою Да Хань Чжун (ДХЧ) (англ. People's Republic of Da Han Zhong, DHZ). Оскільки у 2102 році Народна Республіка Алордеш здобула незалежність від КСО, країни-члени союзу також створили власні сепаратистські рухи. Такі країни, як Індонезія та Сінгапур, почали висловлювати свої настрої проти КСО як мирними, так і немирними шляхами. У 2106 році пронаціоналістичні сили на Філіппінах ведуть війну з урядом та їх керівниками з КСО. Прагнучи зберегти стабільність у регіоні, Центральний парламент КСО дозволяє Сполученим Штатам Нового Континенту (СШН) (англ. United States of the New Continent, USN) направити миротворчі сили для вирішення цих конфліктів. Врешті-решт, наднаціональний союз доходить до границі зламу у 2112 році, коли на базі японських сил оборони (англ. Japan Defense Force, JDF) в Японії відбувається загадковий вибух.

### Основний сюжет
В Front Mission 3 є два сюжети, обидва обертаються навколо японських пілотів-випробувачів ванзерів Кадзукі Такемура та Рьоґо Кусама. Завдяки рішенню, прийнятому на початку гри, гравець може обрати або сценарій ДХЧ, або сценарій СШН. У сценарії ДХЧ задіяна японська вчена Алісіана «Аліса» Такемура, тоді як сценарій СШН обертається навколо вченої Емір «Емми» Кламскі.
Хоча обидва сценарії мають різних персонажів та сюжети, вони також мають низку спільних подій та локацій. Через підхід до розповіді історії невідомо, який із двох сценаріїв канонічно пов’язаний з Front Mission 5: Scars of the War. 31 жовтня Кадзукі починає випробування нового прототипу ванзера на полігоні Kirishima Heavy Industries поблизу Окінави. Після завершення випробування йому повідомляють, що на базу сил оборони Японії в Йокосуці потрібно доставити деякі будівельні ванзери. Рьоґо питає Казукі, чи може він приєднатися до нього у доставленні ванзерів. Якщо гравець вирішить піти з ним, він буде грати за сценарієм СШН. Якщо гравець не піде з ним, він буде грати за сценарієм ДХЧ.
І в тому, і в іншому випадку Каздукі та Рьоґо отримують завдання доставити прототипи Kirishima Heavy Industries на базу Йокосука. Під час підготовки ванзерів до доставлення на базі відбувається вибух, який призводить до того, що Кадзукі намагається пройти всередину бази. З рештою двом пілотам-випробувачам доводиться покинути базу, але зрозумівши, що його сестру Алісу нещодавно перевели туди працювати, Кадзукі переконує Рьоґо повернутися всередину комплексу.
За різних обставин їх змушують втекти з бази та переслідувачів сил оборони Японії. За сценарієм СШН їм допомагає Емір з підтримкою її союзників з СШН. За сценарієм ДХЧ Кадзукі, Рьоґо та Алісу рятує від захоплення агент ДХЧ Лю Хей Фонг. У будь-якому випадку, Текемура та Кусама звинувачуються як терористи, які стоять за атакою на базу Йокосука. Дивуючись, чому їх переслідують, вони питають Емму або Лю, які розповідають обом, що сили оборони Японії викрали з бази на Алясці надсекретну американську зброю під назвою MIDAS (Matter Irradiation Dissociative Acceleration System), а вибух стався через невдалу спробу її відтворення. Кат-сцена цієї крадіжки з початку гри, розглядається в Scars of the War як кадри з камер охорони.
Група переслідує MIDAS до бази КСО, прихованої всередині вулкана Таал на Філіппінах, але КСО за допомогою ДХЧ використовує її проти повстанських сил, що висаджують десант у місті Батангас. Зрозумів, що MIDAS, мабуть, назавжди зник, група переїжджає до ДХЧ, де вони беруть участь у битві уряду проти повстанців Хуа Лянь, яким допомагає СШН.
У міру загострення битви група стикається з «Уявними Числами» і «Дійсними Числами» — результатами програми генної інженерії, призначеної для створення ідеальної людини. На початку створена в державі Равнуй, програма таємно продовжила своє життя в уряді ДХЧ під керівництвом Баля Горбовського, який маскувався як посол Равнуй. Однак «Уявні Числа» обертаються проти Баля і знаходять, що MIDAS, який використовувався на Філіппінах — був лише вдалою копією. Їхній керівник Лукав Мінаєв відкриває, що Емір і Аліса також були створені в межах програми, і що двоє вчених, які прийняли їх у сім'ю, насправді — допомогли їм врятуватися до того, як їх вбили.
Після цього «Уявні Числа» втікають до Японії, де підтримують державний переворот, висунутий ультранаціоналістичним керівником штабу сил оборони Японії Масао Сасакі, який був замовником крадіжки на Алясці. Група Кадзукі їде за ними до Японії, де він возз'єднується зі своїм відчуженим батьком Ісао Такемурою. Їм вдається перемогти сили перевороту, очистити свої імена та наздогнати «Уявні Числа» в Оушн-Сіті, плавучому острові, розташованому біля Окінави. Попри те, що вони нарешті перемагають «Уявні Числа» і безпечно вибухають оригінальний MIDAS у морі, закінчення гри буде або вирішено остаточно, або залишено неоднозначним залежно від обраного сценарію.

### Головні персонажі
В процесі гри гравцеві доводиться грати за низьку персонажів, але саме яких залежить від обраного сценарію.

#### Спільні для обох сценаріїв
- Кадзукі Такемура — 19-річний студент Технічного інституту Йокосука, працює пілотом-випробувачем компанії Kirishima Industries. Народився в Йокосуці. Батько, Ісао Текемура, полковник сил оборони Японії. Його мати померла від хвороби, коли йому було лише 12 років. У Казукі є зведена сестра Аліса.

- Рьоґо Кусама — 19-річний студент Технічного інституту Йокосука, працює пілотом-випробувачем для Kirishima Industries. Є другом Казукі ще з молодших класів.

#### Персонажі сценарію СШН
- Емір «Емма» Кламскі — 22-річна голова Військово-дослідницької лабораторії СШН. Приїхала до Японії з метою розслідування вибуху на базі Йокосука.
- Денніс Вікарт — 35-річний агент Федерального агентства розслідувань СШН (англ. Federal Agency of Investigation, FAI). Був направлений до Японії разом з Еммою для розслідування інциденту на базі Йокосука. Надзвичайно професійний, завжди ставить роботу на перше місце.
- Юнь Лай Фа —17-річна хакерка. За гроші приймає будь-яку контрактну роботу, наприклад, шпигунство або злом комп’ютерних систем. З самого дитинства вона заробляла на життя самостійно. Скоріш за всього є сиротою.
- Хосе Астрада —35-річний снайпер армії КСО на Філіппінах. Народився в районі, багатому на конфлікти між урядовими силами та антиурядовими повстанцями. Він перестав виконувати військові накази після того, як дізнався, що його дружина загинула під час нападу уряду на повстанські війська. Хосе можна залучити в команду, якщо в одній з місій гравець обирає йти у гору. Якщо він приєднається до команди, потім неможливо буде приєднати Сян Мей Лі.
- Маркус Армстронг — 43-річний капітан армії СШН. Легка людина, яка працює у своєму темпі. Він приєднався до збройних сил СШН, щоб захистити свою сім'ю. Його досвід вражає і він досить популярний серед підпорядкованих йому військ.
- Лінні Барілар — 27-річний продавець і пілот ванзерів. Після закінчення університету працював на заводі з перероблювання гною, де проєктував обладнання та системи управління. Належить до відомої родини Барілар, у межах бізнесу якої продає метанові ванзери.
- Сян Мей Лі — 43-річний найманець. Раніше був солдатом ДХЧ, поки не втратив сім'ю, коли військові спалили його село, намагаючись стримати антиурядовий рух. У відчаї він залишив військових, щоб стати пілотом ванзерів і воювати за села, що страждають під гнітом ДХЧ.

#### Персонажі сценарію ДХЧ
- Аліса Текемура —19-річна студентка університету Тейхоку. Сестра Казукі. Батьки Аліси були друзями Ісао Такємури, їй було 9 років, коли вони загиблі, тому він вирішив удочерити її.
- Лю Хей Фонг — 32-річний лейтенант розвідки ДХЧ (англ. DHZ Military Intelligence), місією якого є розслідування вибуху на базі Йокосука. Зазвичай дуже спокійна і організована людина.
- Міхо Шінджо — 23-річна поліцейська у відділу дорожнього руху. Вона тиха, стримана і розумна. Має здатність вміло аналізувати ситуації.
- Фам Луїс —17-річна антиурядова партизанка. Зарозуміла, егоїстична і асоціальна людина. Завжди незадоволена, якщо справи не працюють точно так, як вона хоче. Приєдналася до партизанських сил заради гострих почуттів.
- Сяо Хуа Лан — 34-річна віцекомандувачка Силами швидкого реагування (англ. Rapid Reaction Force, RFF), надсекретного підрозділу в армії Чанлі. Є «ідеальною» солдаткою, яка беззаперечно виконує накази.
- Маєр Едвард — 28-річна агентка Центрального розвідувального підрозділу КСО (англ. Central Intelligence Unit, CIU). Дуже весела, ніколи не впадає в депресію. Завжди виконує свої обов'язки з точністю, хоча і має смак до пиття та азартних ігор[4].

## Розробка та випуск
Front Mission 3 був розроблений Development Division 6 компанії Square під керівництвом Тошіро Цучіди. Це була п'ята частина у серії після двох основних та двох спін-оффів. Front Mission 3 — це перша гра, яку Square випустила власноруч, після придбання і включення до себе оригінального розробника G-Craft. Виробництво тривало два роки, команда використовувала досвід, отриманий під час створення Front Mission 2 для PlayStation, щоб відполірувати та вдосконалити геймплей гри. Акіхіро Ямада виступив у ролі одного із художників гри. Під час виробництва було створено безліч чернеток різних персонажів, деякі з котрих довелось відкинути. Кійотака Аказа виступив одним із програмістів, тоді як Ко Сато розробив систему бою. Як і в інших частинах серії Front Mission, команда свідомо черпала натхнення з інших джерел, зокрема з традиційних меха-аніме та манґи. Випуск у Північній Америці дозволив частині стати першою в серії Front Mission, яка вийшла за межами Японії.

### Саундтрек
Музичний супровід гри, Front Mission 3 Original Soundtrack, був створений композиторами Коджі Хаяма, Хаято Мацуо та SHIGEKI. Хаяма та Мацуо також виступали у ролях продюсерів. Мацуо працював над оркестровими композиціями, тоді як Хаяма працював над більш електронними. Твори виконувались із синтезаторами, які були запрограмовані на те, щоб видавати якісніші версії тих типів звуків, що вже використовувались в оригінальному Front Mission, а не на те, щоб вони звучали як фактичні інструменти. До початку розробки гри, Хаяма вже працював у Square як штатний композитор, і саме він запросив Мацуо, який на той час був незалежним композитором, познайомитися зі звуковою командою та попрацювати над грою. Саундтрек був випущений 22 вересня 1999 року компанією DigiCube і з того часу його не було перевидано. Він має каталожний номер SSCX-10035. Коджі Хаяма створив 20 композицій, а Хаято Мацуо — 26. SHIGEKI має єдиний внесок — перший трек на диску.
Саундтрек гри був добре сприйнятий критиками, такими як Керо Хейзел з Square Enix Music Online, який зазначив, що звучання синтезатора стилістично прив'язало музику до оригінальної гри, і аплодував внескам обох композиторів. Рецензент з RPGFan погодився, хоча, на його думку, твори Хаями були більш разючими, ніж твори Мацуо.

#### Список композицій
| Перший диск | Перший диск             | Перший диск | Перший диск |
| #           | Назва                   | Автор       | Тривалість  |
| ----------- | ----------------------- | ----------- | ----------- |
| 1.          | «The Government»        | SHIGEKI     | 1:51        |
| 2.          | «Starting»              | Коджі Хаяма | 2:29        |
| 3.          | «City (Japan)»          | Хаято Мацуо | 2:40        |
| 4.          | «Problem»               | Коджі Хаяма | 4:00        |
| 5.          | «The Bar (All Purpose)» | Хаято Мацуо | 3:05        |
| 6.          | «Infiltration»          | Коджі Хаяма | 4:08        |
| 7.          | «Setup 1»               | Коджі Хаяма | 3:35        |
| 8.          | «Setup 2»               | Коджі Хаяма | 2:47        |
| 9.          | «Network»               | Коджі Хаяма | 4:05        |
| 10.         | «Base Invasion»         | Хаято Мацуо | 4:12        |
| 11.         | «Impact»                | Коджі Хаяма | 2:17        |
| 12.         | «Silence»               | Хаято Мацуо | 2:41        |
| 13.         | «Defensive War»         | Коджі Хаяма | 3:20        |
| 14.         | «Anger»                 | Хаято Мацуо | 3:07        |
| 15.         | «VS Wulong»             | Хаято Мацуо | 4:06        |
| 16.         | «City (China)»          | Хаято Мацуо | 2:55        |
| 17.         | «Bar (China)»           | Хаято Мацуо | 2:46        |
| 18.         | «Hideout»               | Коджі Хаяма | 3:08        |
| 19.         | «Escape»                | Коджі Хаяма | 2:27        |
| 20.         | «Real Base»             | Хаято Мацуо | 3:07        |
| 21.         | «Research Lab»          | Хаято Мацуо | 3:01        |
| 22.         | «Lukav 1»               | Хаято Мацуо | 2:59        |
| 23.         | «Suspicion»             | Коджі Хаяма | 1:14        |
| 24.         | «Front Line Base»       | Хаято Мацуо | 3:00        |
| 25.         | «Attack»                | Хаято Мацуо | 4:30        |

| Другий диск | Другий диск               | Другий диск | Другий диск |
| #           | Назва                     | Автор       | Тривалість  |
| ----------- | ------------------------- | ----------- | ----------- |
| 1.          | «Rest 1»                  | Коджі Хаяма | 4:13        |
| 2.          | «Rest 2»                  | Коджі Хаяма | 3:13        |
| 3.          | «City (Ruins)»            | Коджі Хаяма | 3:02        |
| 4.          | «Barilar»                 | Коджі Хаяма | 2:57        |
| 5.          | «Plains (China)»          | Хаято Мацуо | 4:05        |
| 6.          | «Fort Invasion»           | Хаято Мацуо | 4:00        |
| 7.          | «Forest (Southeast Asia)» | Хаято Мацуо | 4:56        |
| 8.          | «Enemy Attack»            | Коджі Хаяма | 2:15        |
| 9.          | «Scout Unit»              | Коджі Хаяма | 3:53        |
| 10.         | «Aggression»              | Хаято Мацуо | 5:04        |
| 11.         | «VS IN Unit»              | Коджі Хаяма | 1:53        |
| 12.         | «Sorrow»                  | Хаято Мацуо | 3:02        |
| 13.         | «Lukav 2»                 | Хаято Мацуо | 1:54        |
| 14.         | «Oath»                    | Коджі Хаяма | 3:48        |
| 15.         | «Assault»                 | Хаято Мацуо | 4:00        |
| 16.         | «Decisive Battle»         | Хаято Мацуо | 4:31        |
| 17.         | «Memory (Alisa)»          | Хаято Мацуо | 1:43        |
| 18.         | «Swift Attack»            | Коджі Хаяма | 3:40        |
| 19.         | «Stage End 1»             | Хаято Мацуо | 1:09        |
| 20.         | «Stage End 2»             | Хаято Мацуо | 1:37        |
| 21.         | «Game Over»               | Хаято Мацуо | 1:10        |
| 22.         | «Ending»                  | Хаято Мацуо | 6:25        |

## Оцінки й відгуки
| Видання         | Оцінка |
| --------------- | ------ |
| Edge            | 6/10   |
| Famitsu         | 32/40  |
| GameSpot        | 8.3/10 |
| IGN             | 8.8/10 |
| Next Generation | [ 20 ] |

У рік випуску в Японії було продано 298 342 копій Front Mission 3 . GameSpot зазначив, що гра заслуговує того, щоби представити франшизу американській аудиторії, але критикував її графіку за те, що вона була гірше, ніж у Front Mission 2. IGN оцінив механіку бою в грі як рідкісну для ігор Square, порівнюючи її з Final Fantasy Tactics, але назвав графічні переходи між тактичним виглядом та боями як непомітні. Edge високо оцінив місії за їх різноманітні цілі та особливі події, але розкритикував обмежені тактичні можливості гри, заявивши, що «в грі немає прогресу навчання властивого військовим іграм, який би поступово надавав складніших ворогів і здібностей, треба лише засвоїти основи і використовувати їх знову і знову».
Адам Павлака розглянув версію гри для PlayStation для Next Generation і заявив, що це: «Досить добра гра з RPG елементами, що захоплюють. Варта вашого часу, якщо ви вважаєте ідею стратегій в реальному часі виснажливою».

## Перевидання
Front Mission 3 неодноразово повторно випускався в Японії. У 2000 році гра була випущена в рамках колекції Millennium Collection від Square і включала колекційні товари, такі як брелок ліхтарик, брелок для ключів, гаманець та ланцюжок. У 2002 році гра була перевидана як частина лінійки бестселерів PSone Books від Sony. Разом з Front Mission і Front Mission 2 гра також була вкомплектована як частина збірки Front Mission History у 2003 році. У 2006 році гра була випущена як частина лінійки Ultimate Hits Square Enix. Гра була також повторно випущена в європейському PSN у вересні 2010 року та в північноамериканському PSN у грудні 2010 року.